# Cierva Autogiro Company

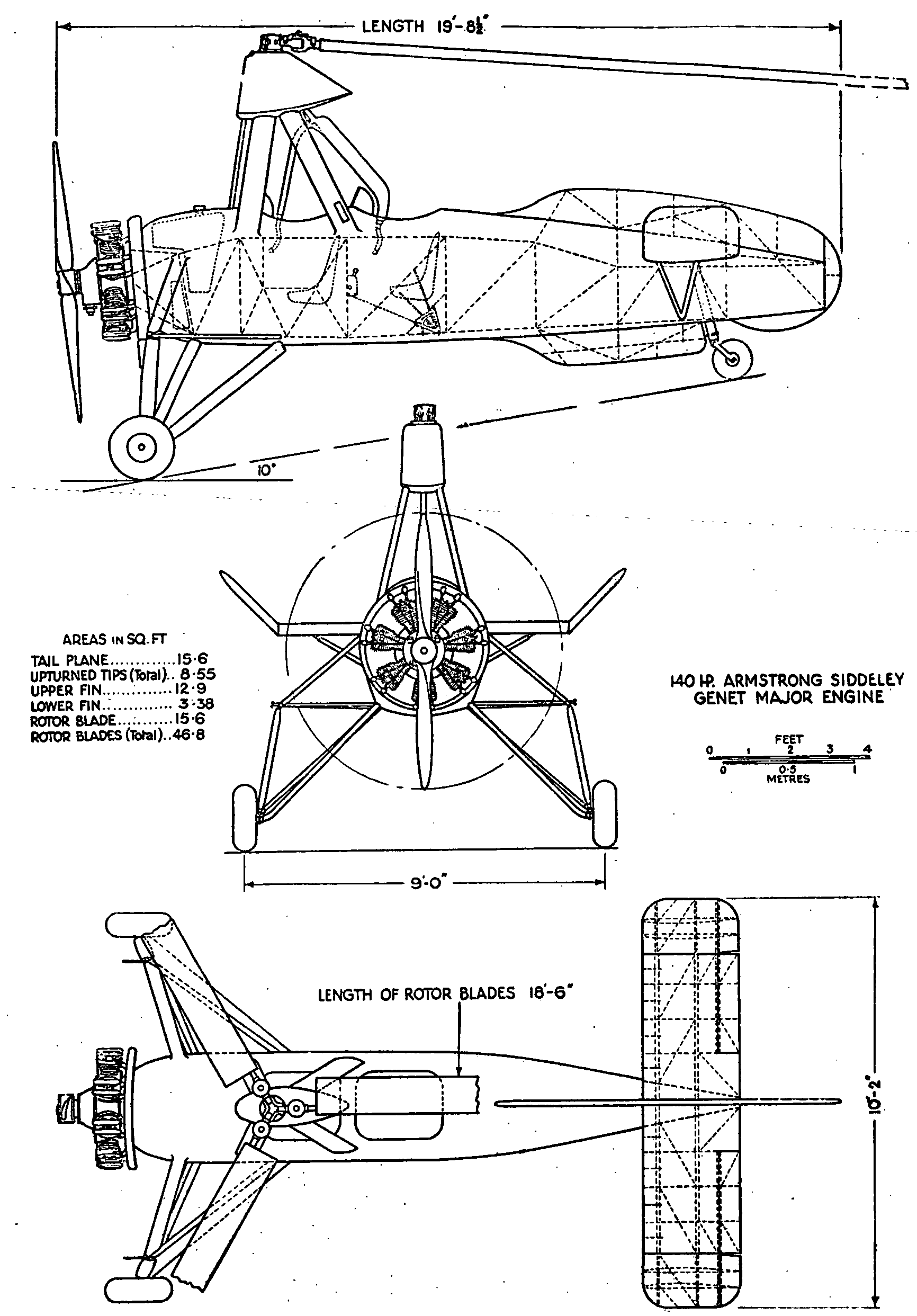
Ritning av Cierva C.30 från 1934

Cierva Autogiro Company var ett brittiskt företag, som grundades 1926 för att utveckla autogiron efter Juan de la Ciervas grundkonstruktion. Företaget samarbetade med G & J Weir Ltd:s konstruktionsavdelning för luftfarkostflygplansavdelning. James George Weir var ordförande i styrelsen från 1928 till in på 1960-talet.
Den första i Storbritannien byggda Cierva-autogiron var Cierva C.8. Både den och andra konstruktioner byggdes i samarbete med Avro. Cierva C.19 byggdes i flera exemplar och Cierva C.30, som lanserades 1933, blev mycket framgångsrik. Av denna byggdes 143 exemplar under licens av Avro i Storbritannien, av Focke-Wulf i Tyskland och av Lioré-et-Olivier i Frankrike.
År 1936 omkom företagets konstruktör Juan de la Cierva i en flygolycka med passagerarflygplan vid start från Croydon Airport i dimma. Mellan 1936 och 1939 var James Allan Jamieson Bennett företagets chefsingenjör. Han fortsatte arbetet efter Juan de la Ciervas idéer för att leverera en autogirotyp till Royal Navy, vilken de la Cierva hade hävdat skulle bli enklare, pålitligare och effektivare än ett konkurrerande helikopterkoncept. Den färdiga konstruktionen, Cierva C.41, erbjöds Air Ministry, men arbetet avbröts vid andra världskrigets utbrott i september 1939. Bennett arbetade från 1945 för Fairey Aviation, där han ledde utvecklingsarbetet av Fairey FB-1 Gyrodyne, som var en annan variant av rotorplan.
År 1943 reorganiserades det finansiellt svaga Cierva Autogiro Company, Ltd, vilket började utveckla helikopterkonstruktioner för Air Ministry. Framemot 1945 hade Cierva Autogyro Company  tagit över Weir Groups helikopterutveckling i företaget Cierva-Weir, inklusive projektet W.9. Den första var prototypen av Cierva W.9 blev klar i slutet av 1944. Modellen Cierva W.11 Air Horse, med tre rotorer, var 1948 sin tids största helikopter. Den första prototypen av Air Horse kraschade 1950 och dödade Cierva Autogiro Companys chef och tillika chefspilot Alan Marsh (1901–1950), Krigsmaterialförsörjningsministeriets cheftestpilot för helikoptrar samt en flygingenjör.
Företaget övertogs 1951 av Saunders-Roe, som fortsatte utvecklingen av bland annat Air Horse och den tvåsitsiga skol- och spaningshelikoptern W.14, som serietillverkades under namnet Saunders-Roe Skeeter.
Under 1960-talets senare del utvecklade Cierva Autogiro Company, tillsammans med sitt då nyförvärvade dotterbolag Rotorcraft, den fyrsitsiga helikoptern Cierva Rotorcraft Grasshopper III. Denna var baserad på det tidigare Rotorcrafts "Grasshopper". Projektet fick dock ingen finansiering och lades ned 1975.

## Bildgalleri

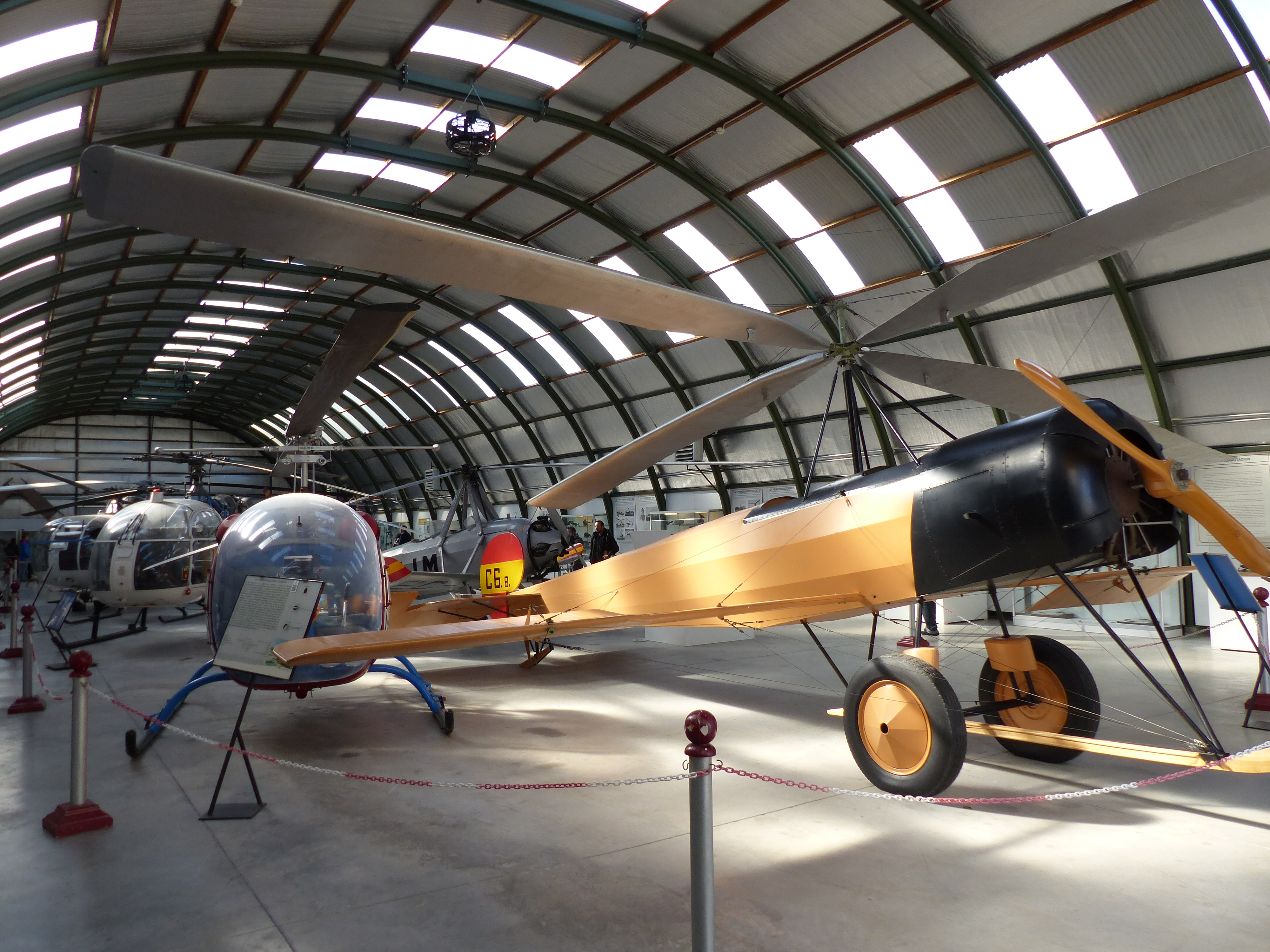
Cierva C.6 i Museo de Aeronáutica y Astronáutica i Madrid
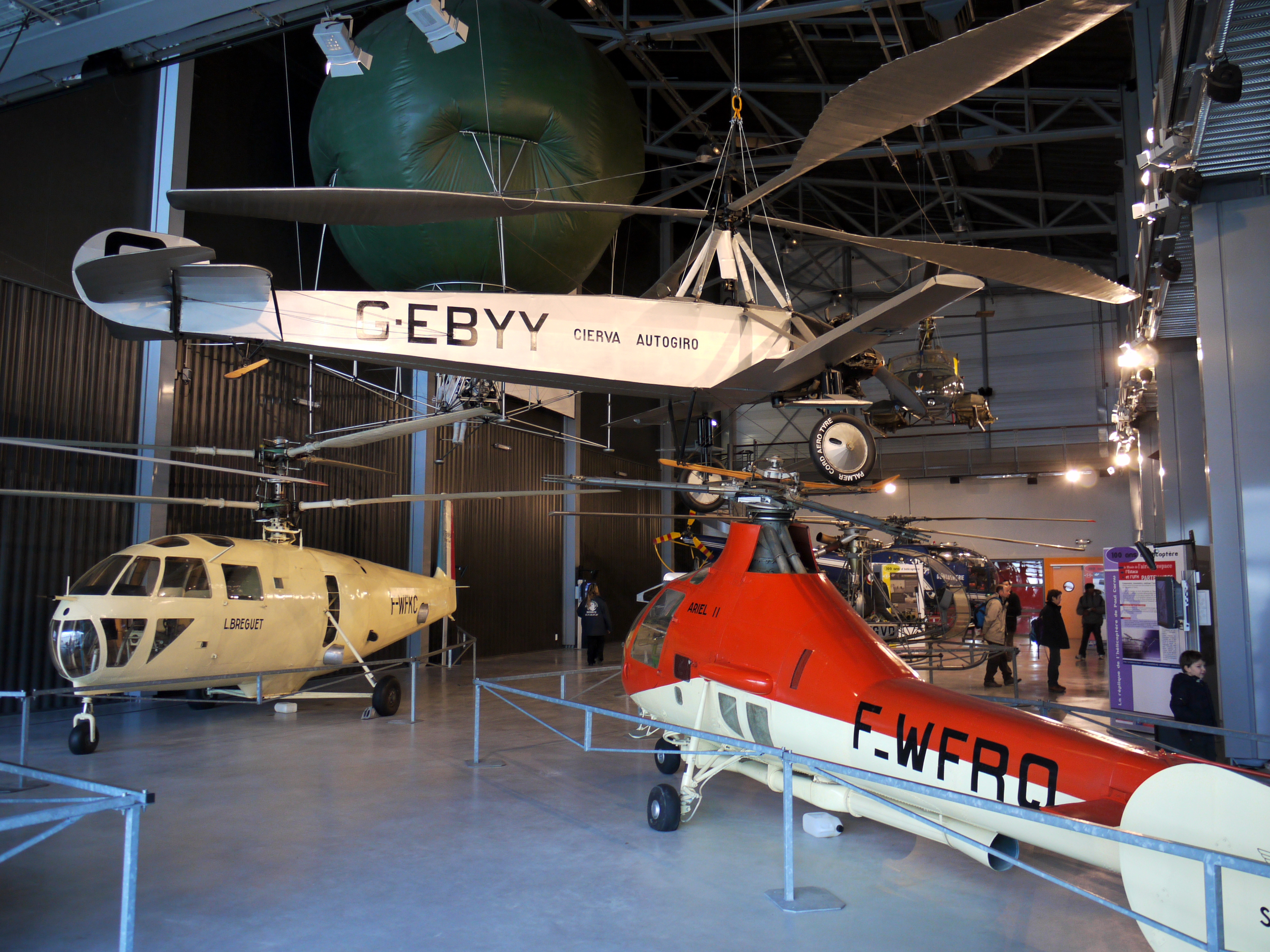
Cierva C.8 i Musée de l'Air et de l'Espace, Le Bourget i Paris i Frankrike, ett av fyra byggda exemplar
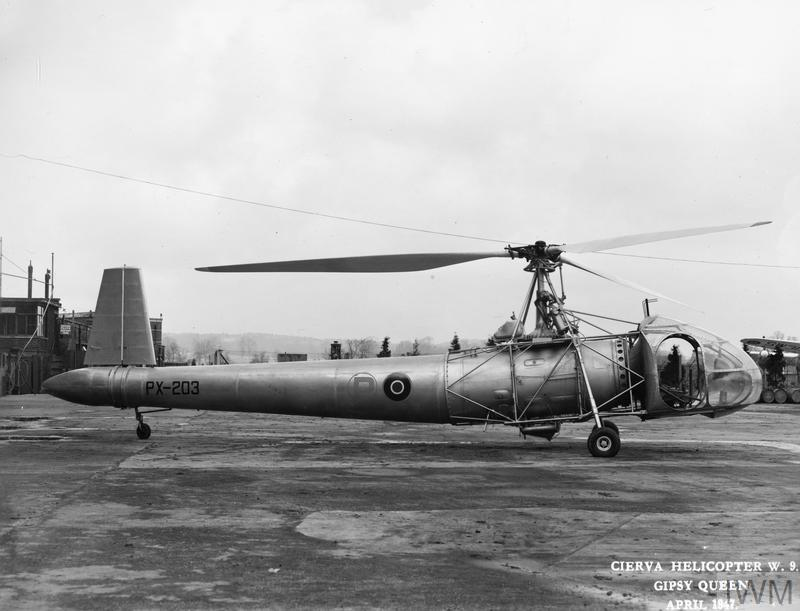
Prototypen Cierva W.9 från 1944
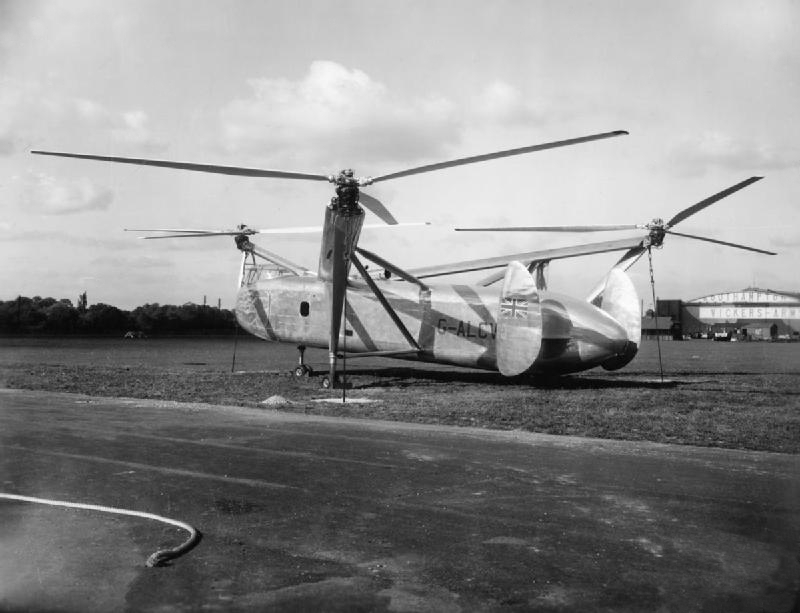
Cierva W.11 Air Horse med tre rotorer, som byggdes i två prototyper
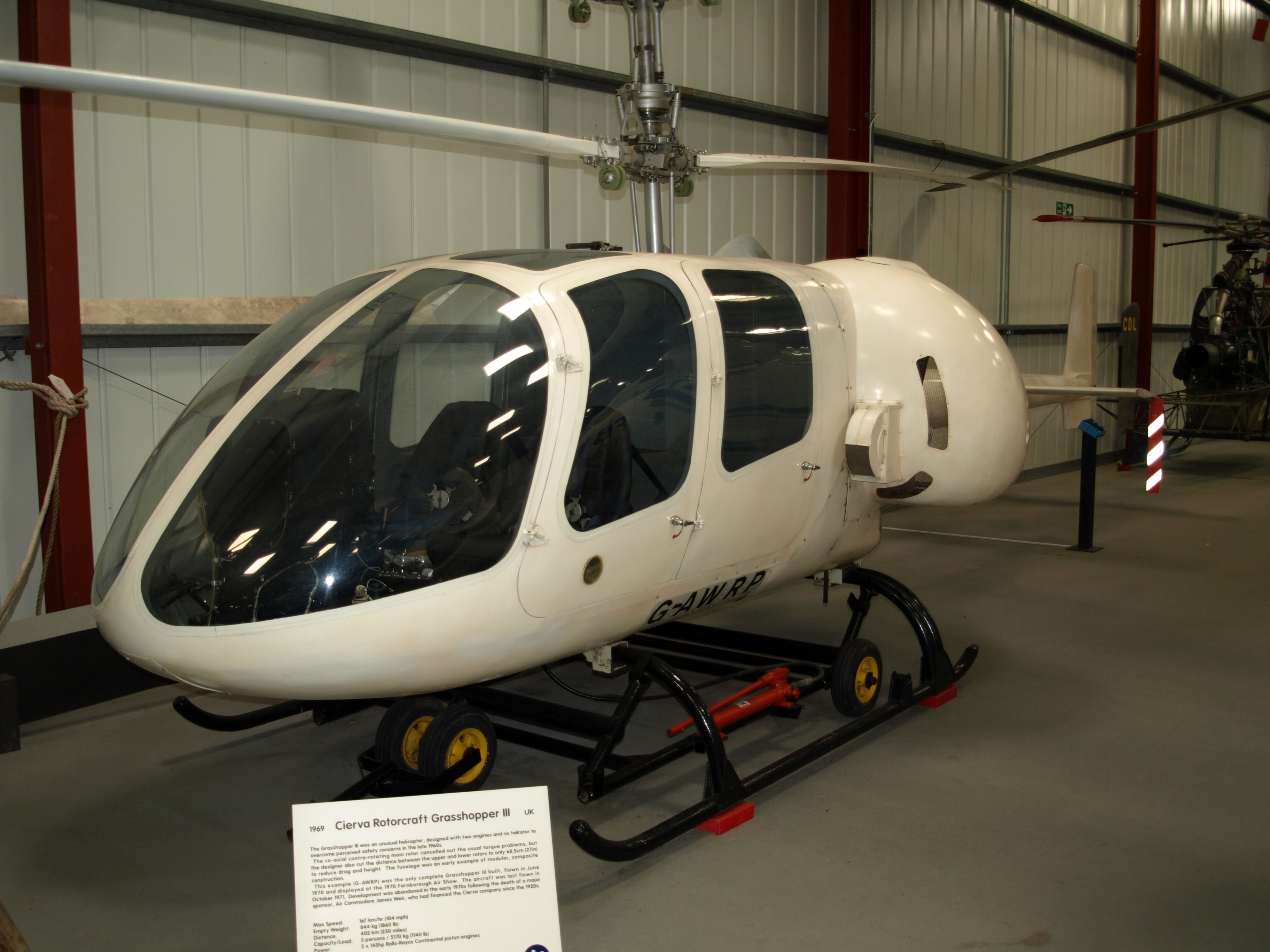
Prototypen till Cierva Rotorcraft Grasshopper